# Gare de Croix-d'Hins
Pour les articles homonymes, voir Gare de Croix.
La gare de Croix-d'Hins est une gare ferroviaire française, fermée, de la ligne de Bordeaux-Saint-Jean à Irun, située sur le territoire de la commune de Marcheprime, dans le département de la Gironde en région Nouvelle-Aquitaine.

## Situation ferroviaire
Établie à 61 m d'altitude, la gare de Croix-d'Hins est située au point kilométrique (PK) 24,905 de la ligne de Bordeaux-Saint-Jean à Irun entre la gare fermée de Pierroton et celle ouverte de Marcheprime. 

## La gare
La gare de Croix d'Hins fut construite par la Compagnie du chemin de fer de Bordeaux à La Teste. Elle ouvrit le 7 mai 1841. Depuis elle fut fermée et, après avoir servi de logement à des agents de la SNCF, elle fut vendue à des particuliers. Ainsi, il ne reste qu'un abri pour les voyageurs. Lors de la mise en place du cadencement sur la ligne commerciale Bordeaux - Arcachon, la gare de Croix d'Hins ne fut plus desservie pendant un an, mais sur demande de la population, de plus en plus croissante, 2 aller-retour quotidiens la relient à nouveau à Bordeaux et Arcachon depuis septembre 2009.
Depuis le service hiver 2012, la gare est fermée au service voyageur. Pas de réouverture prévue. Selon les données de la SNCF, la gare a servi 2 voyageurs en 2016 , la plus petite gare au pays .  
En 1918, une station de TSF dite Lafayette fut construite sur la commune de Marcheprime. Un embranchement ferroviaire fut alors créé pour les besoins du chantier à partir de la station de Croix d'Hins.